# ۷۰۶ (میلادی)
۷۰۶ (میلادی) هفتصد  و ششمین سال تقویم میلادی است.

## درگذشتگان
‎